# Demirhanlar, Gölpazarı
Demirhanlar là một xã thuộc huyện Gölpazarı, tỉnh Bilecik, Thổ Nhĩ Kỳ. Dân số thời điểm năm 2011 là 90 người.